# Danny Wood

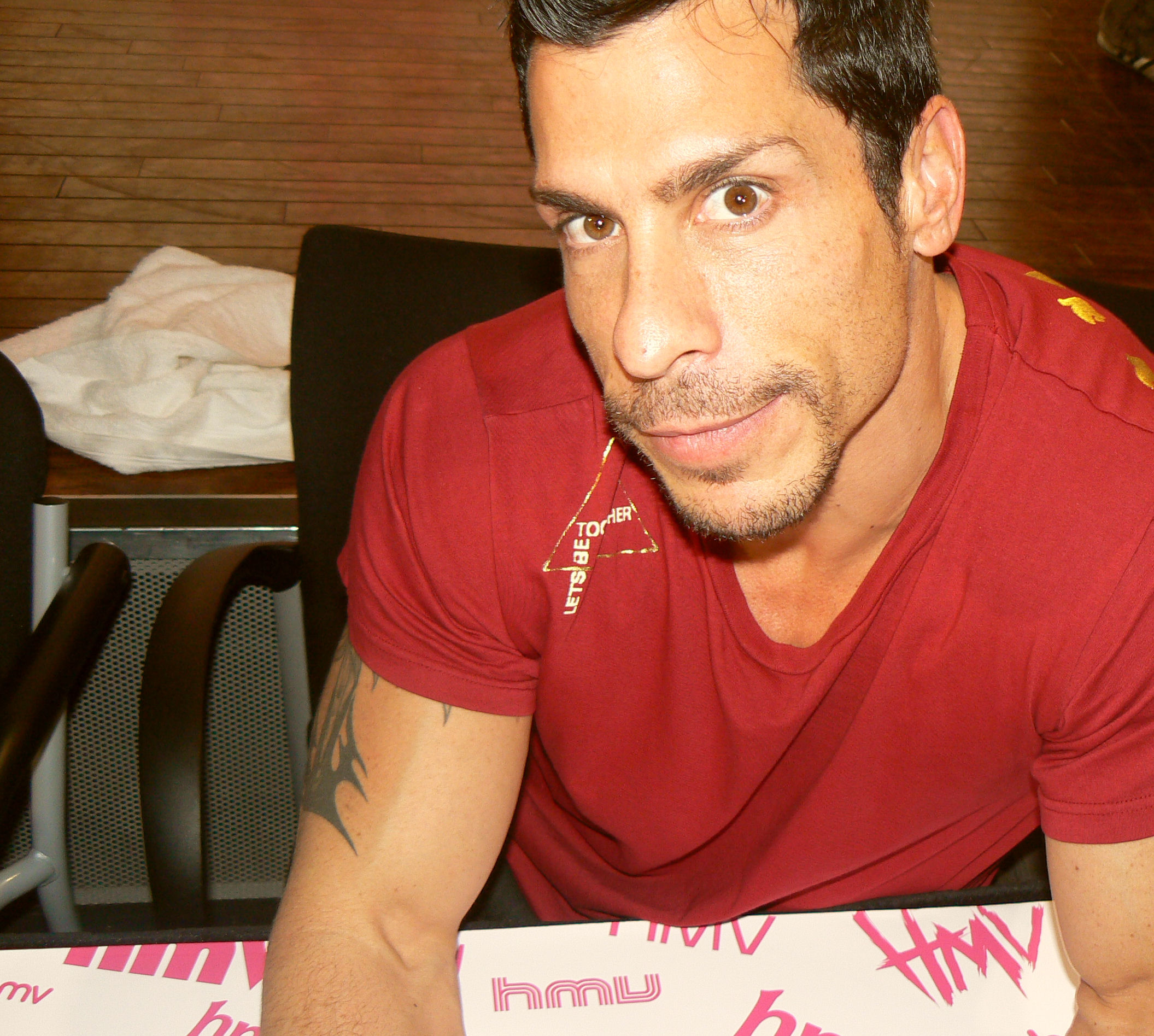
Danny Wood, 2008

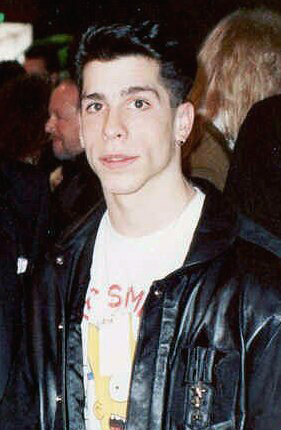
Danny Wood, 1990

Daniel William Wood Jr. (* 14. Mai 1969 in Boston, Massachusetts) ist ein US-amerikanischer Sänger, Songschreiber und Musikproduzent. Er ist Mitglied der Gruppe New Kids on the Block.
Nach der Trennung der New Kids on the Block entschied er sich, eine Solo-Karriere zu starten. Sein erstes Soloalbum Second Face veröffentlichte er am 22. Juli 2003. Alle Songs wurden von ihm und seinem Freund Pete Masitti produziert.
Wood ist  von Patricia Alfaro geschieden und hat vier Kinder.

## Diskographie

### Soloalben
- D-Fuse: Room Full of Smoke (1999)
- D-Wood: Room Full of Smoke Vol. 2 (2003)
- Second Face (2003)
- O.F.D: Of Dorchester (Acoustic Tour Exclusive) (2003)
- Coming Home (2007)

### Singles
- „What If“ (2003)
- „When the Lights Go Out“ (2003)
- „Different Worlds“ (2003)
- „Look at Me“ (2015)
- „Endlessly (Betty's Wish)“ (2015)

## Filmografie
- 2002: Tequila Express
- 2008: 1½ Ritter – Auf der Suche nach der hinreißenden Herzelinde